# Kaiparathina daedala
Kaiparathina daedala is een slakkensoort uit de familie van de Trochidae. De wetenschappelijke naam van de soort is voor het eerst geldig gepubliceerd in 1993 door B.A. Marshall.